# Semiaphis
Genre
Semiaphis est un genre d'insectes de la famille des Aphididae (pucerons).

## Liste des espèces
Selon Catalogue of Life (5 avril 2021) :
- Semiaphis aizenbergi (Narzikulov, 1957)
- Semiaphis anthrisci (Kaltenbach, 1843)
- Semiaphis cervariae (Börner, 1932)
- Semiaphis coniumi
- Semiaphis coryspermi
- Semiaphis dauci (Fabricius, 1775)
  - Semiaphis dauci dauci (Fabricius, 1775)
  - Semiaphis dauci seselii Börner, 1950
- Semiaphis heraclei (Takahashi, R., 1921)
- Semiaphis horvathi Szelegiewicz, 1967
- Semiaphis iliensis Kadyrbekov, 1992
- Semiaphis longissima
- Semiaphis moiwaensis Takahashi, R., 1965
- Semiaphis nolitangere Aizenberg, 1956
- Semiaphis pastinacae Börner, 1950
- Semiaphis pimpinellae (Kaltenbach, 1843)
- Semiaphis rabotkinae
- Semiaphis sphondylii (Koch, C.L., 1854)
- Semiaphis tumurensis Zhang, Guangxue, 1985